# Michaël Chrétien
Michaël Chrétien Basser (* 10. Juli 1984 in Nancy) ist ein ehemaliger französisch-marokkanischer Fußballspieler und heutiger Funktionär. Seine Spielerkarriere verbrachte er als rechter Verteidiger hauptsächlich bei der AS Nancy und war auch in der marokkanischen Nationalmannschaft aktiv. Seit 2023 fungiert er als Sportdirektor bei der AS Nancy.

## Spielerkarriere

### Im Verein
Chrétien kam bereits 1989 im Alter von fünf Jahren zur AS Nancy. Von 2000 bis 2002 trainierte er im Centre fédéral de Préformation de Madine in Heudicourt-sous-les-Côtes (Département Meuse) und kehrte anschließend – trotz Angeboten von den Erstligisten FC Metz und AJ Auxerre – nach Nancy zum damaligen Zweitligisten zurück. Im November 2002 gab er sein Ligadebüt in der Ligue 2 und stieg mit dem Klub 2005 in die höchste französische Spielklasse auf. 2006 gewann er den französischen Ligapokal. Im September 2011 wechselte der Verteidiger zum türkischen Erstligisten Bursaspor, für den er anschließend drei Spielzeiten aktiv war. Nach halbjähriger Vereinslosigkeit verpflichtete ihn im Januar 2015 der französische Drittligist Racing Straßburg, bei dem er einen Vertrag bis zum Sommer erhielt. Im Sommer 2015 kehrte er daraufhin zur AS Nancy zurück, die mittlerweile in der Ligue 2 antrat. Mit der Mannschaft erreichte er am Saisonende den Wiederaufstieg in die Ligue 1, in der jedoch in der anschließenden Saison 2016/17 der Klassenerhalt verfehlt wurde. Nach einer weiteren Spielzeit in der zweiten Liga beendete Chrétien im Sommer 2018 seine Karriere.

### Nationalmannschaften
Als Sohn eines marokkanischen Vaters und einer französischen Mutter hält Chrétien beide Staatsbürgerschaften und spielte in seiner Jugend zunächst für französische Juniorennationalmannschaften. Im November 2007 debütierte er in der marokkanischen A-Nationalmannschaft. Mit der Mannschaft nahm er 2008 und 2012 jeweils an der Afrikameisterschaft teil und bestritt bis August 2012 insgesamt 36 Länderspiele.

## Tätigkeit als Funktionär
Im Juli 2023 wurde Chrétien Sportdirektor bei seinem ehemaligen Verein AS Nancy, der mittlerweile in der dritten Liga antrat.